# 扎利茲尼米斯特
52°12′52″N 32°42′17″E / 52.21444°N 32.70472°E
扎利茲尼米斯特（烏克蘭語：Залізний Міст），是烏克蘭北部的村莊，隸屬切爾尼希夫州的諾夫霍羅德-錫韋爾斯基區。該村面積1.35平方公里，海拔高度150米，2001年人口344，人口密度每平方公里254.8人。